# 定州城墙
定州城墙，位于中国河北省定州市。现仅存南城门以及若干墙段，残余长度约1000米。其中定州南城门已列入河北省文物保护单位。

## 历史
1368年，始筑城墙，周长26里余13步，高3丈。1950年后，拆除东、西、北三个城门；之后大部分墙段也因民众取土而损毁。1999年，修复南城门。

## 城门
定州城墙设四门，北为瞻宸门，南为迎泰门，西为望恒门，东为观海门。

## 保护
1993年7月15日，定州南城门由河北省人民政府公布为河北省第三批文物保护单位，编号3-50。